# ISS-Expedition 58
ISS-Expedition 58 ist die Missionsbezeichnung für die 58. Langzeitbesatzung der Internationalen Raumstation (ISS). Die Mission begann mit dem Abkoppeln des Raumschiffs Sojus MS-09 von der ISS am 20. Dezember 2018 und endete mit dem Ankoppeln von Sojus MS-12 am 15. März 2019.

## Mannschaft
Unter normalen Umständen hätten die Besatzungsmitglieder von Sojus MS-10 die ersten drei von insgesamt sechs Mitgliedern der Expedition 58 gestellt. Zunächst wurde jedoch Nikolai Tichonow wegen Verzögerungen beim geplanten Start des russischen Forschungsmoduls Naúka aus der Mission genommen; dann erreichte MS-10 die ISS wegen einer Anomalie beim Start gar nicht. Stattdessen wurde der Flug Sojus MS-11 vorgezogen, dessen Besatzung die Teilnehmer der Expedition 58 stellte:
- Oleg Dmitrijewitsch Kononenko (4. Raumflug), Kommandant (Russland/Roskosmos, Sojus MS-11)
- David Saint-Jacques (1. Raumflug), Bordingenieur (Kanada/CSA, Sojus MS-11)
- Anne McClain (1. Raumflug), Bordingenieurin (USA/NASA, Sojus MS-11)

### Ersatzmannschaft
Die Ersatzmannschaft einer ISS-Expedition rekrutiert sich aus den Ersatzmannschaften der Zubringerflüge. Aufgrund der ungewöhnlichen Umstände wurde die Ersatzmannschaft des ersten (nicht angekommenen) Zubringers – Kononenko, Saint-Jacques und McClain – zur Hauptbesatzung von Sojus MS-11 und kam auf diese Weise tatsächlich ersatzweise bei Expedition 58 zum Einsatz.

## Missionsbeschreibung
Erstmals seit 2009 war die Station für die Dauer einer gesamten Expedition nur mit drei Personen besetzt. Erst mit Ankunft von Sojus MS-12 und Beginn der Expedition 61 wurde die Crew wieder auf sechs Köpfe verstärkt.

### Frachterverkehr

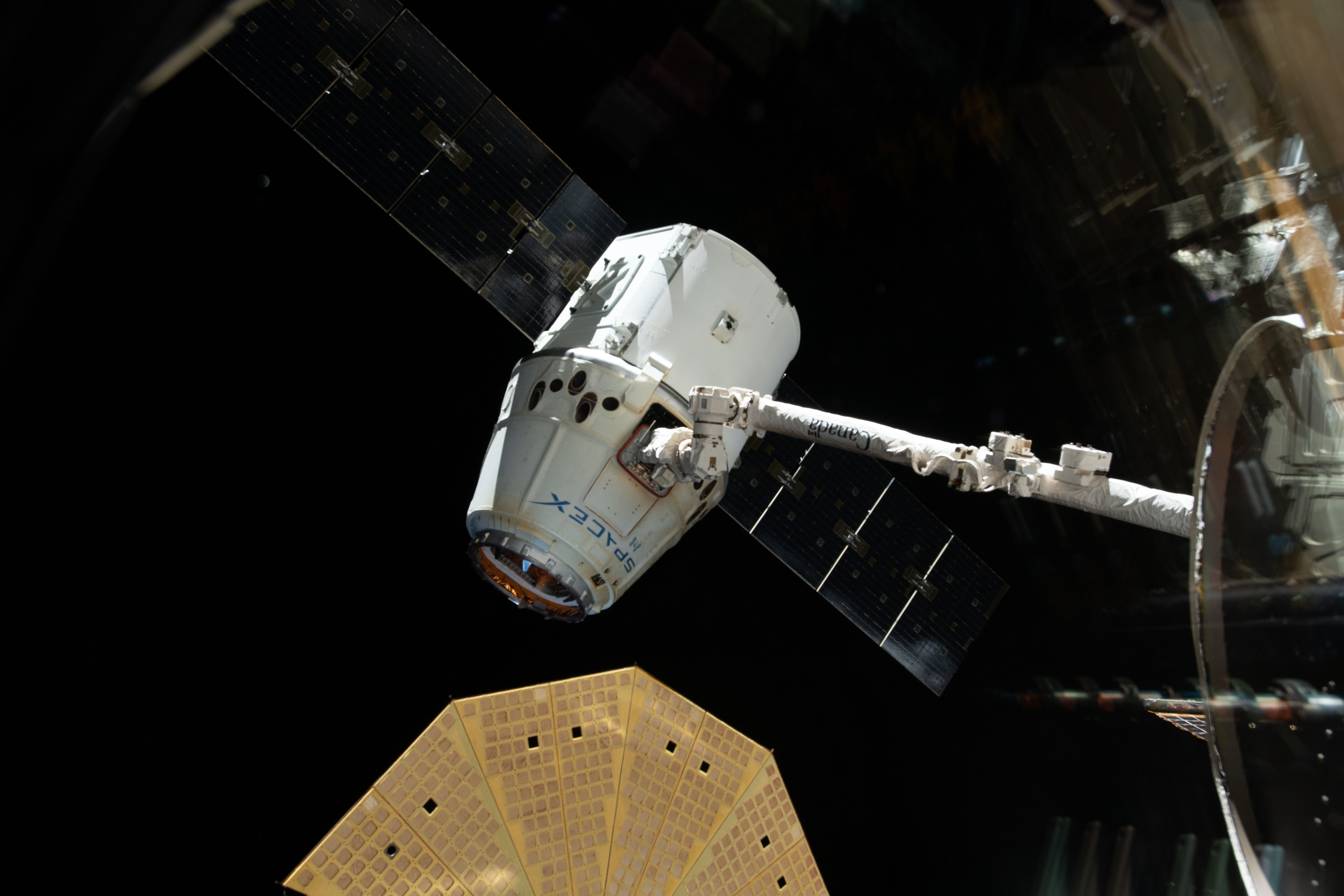
Dragon CRS-16 kurz nach dem Abdocken

Am 13. Januar 2019 wurde Dragon CRS-16 mithilfe des Canadarm2-Roboterarms vom Harmony-Modul gelöst und in einer eigenen Umlaufbahn ausgesetzt. Die Wasserung im Pazifik erfolgte am folgenden Tag.
Am 25. Januar wurde Progress MS-09 vom Dockingport des Swesda-Moduls abgekoppelt.

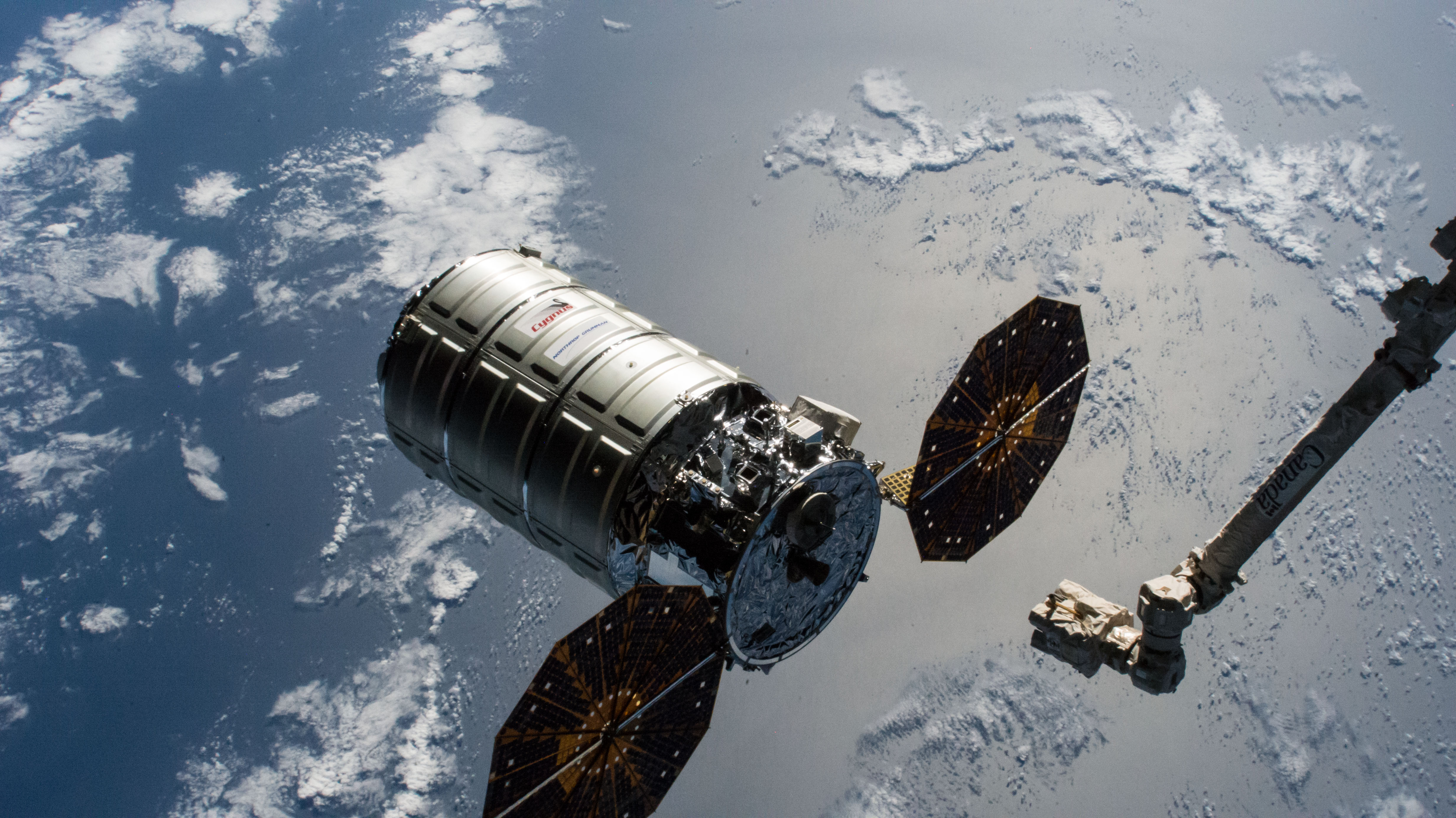
Cygnus NG-10 kurz nach dem Abdocken

Cygnus NG-10 (genannt „S.S. John Young“) wurde am 8. Februar von der ISS abgekoppelt.

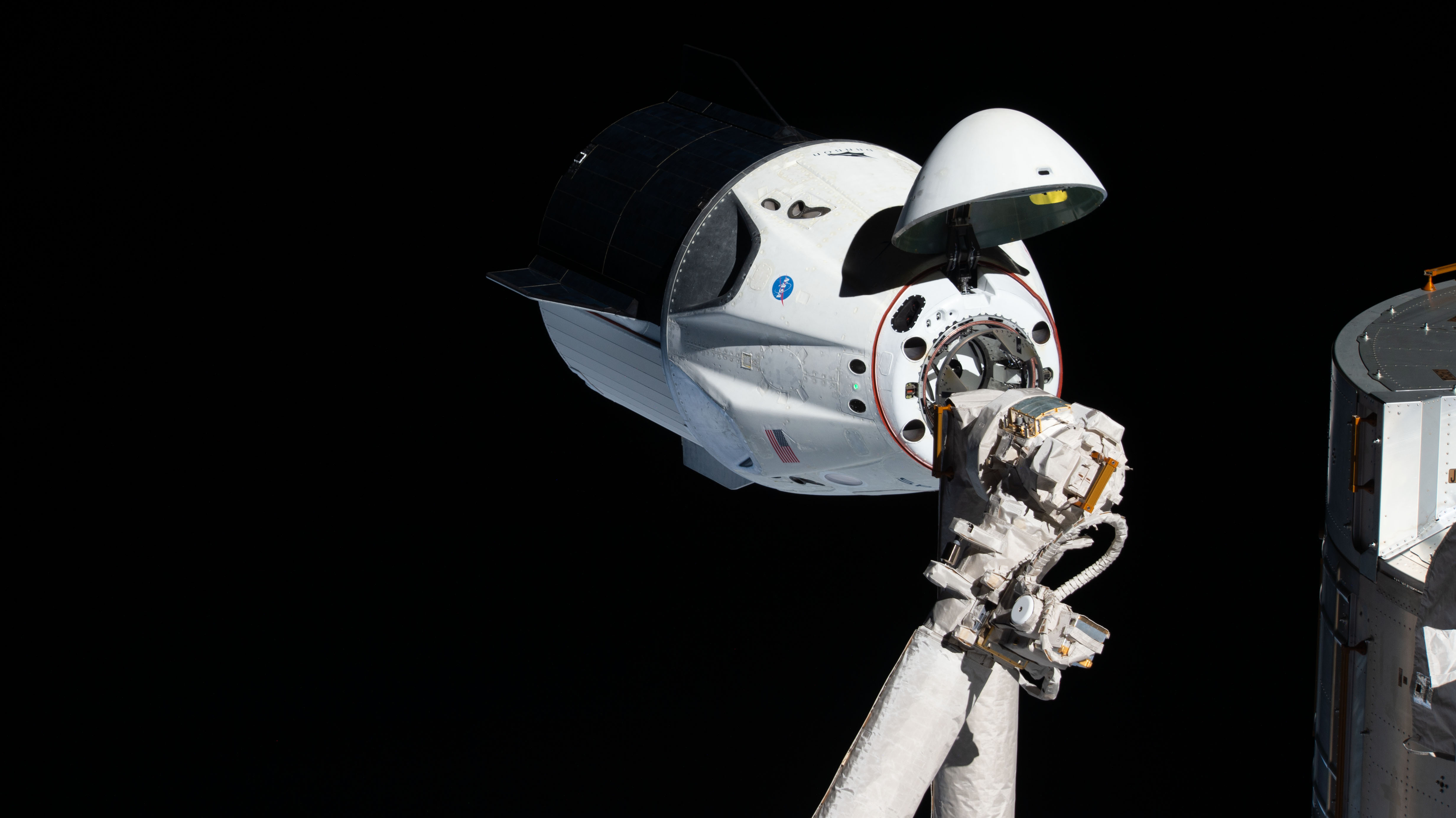
SpX-DM1 kurz vor dem Andocken

Am 3. März um 10:51 UTC koppelte SpX-DM1, der erste Raumflug des wiederverwendbaren US-amerikanischen Raumschifftyps Crew Dragon, an der ISS an. Crew Dragon transportierte etwa 181 kg Ausrüstungsgegenstände für die Besatzung der Station und brachte zeitkritische Forschungsergebnisse zur Erde zurück. Das Abdockmanöver fand am 8. März um 07:32 UTC statt. Anschließend landete das Raumschiff an Fallschirmen vor der Küste Floridas im Atlantik. Alle früheren Dragon-Landungen waren im Pazifik erfolgt.